# Cameron Goode
Cameron Goode (Spring, Texas, 15 de abril de 1998) es un jugador profesional estadounidense de fútbol americano que se desempeña en la posición de linebacker en Miami Dolphins, equipo de la National Football League (NFL).

## Carrera
Fue seleccionado en la séptima ronda en la Reunión Anual de Selección de Jugadores de la NFL de 2022. Hizo su debut profesional con el equipo Miami Dolphins, donde lleva jugando dos temporadas.